# Пам'ять води (роман)
Пам'ять води (фін. Teemestarin kirja, «Книга чайного майстра») — дебютний роман фінської письменниці Еммі Ітяранти, опублікований у 2014 році видавництвом HarperCollins. Фінська версія роману, яку Ітяранта писала одночасно з англійською, була опублікована у Фінляндії у 2013 році у видавництві Teos. Розгортання подій відбувається в антиутопічному майбутньому, де не вистачає прісної води, і розповідається про Норію, молоду ученицю майстра чаю, яка має змиритися з великою таємницею та ще більшою відповідальністю, що випливає з цього знання.

## Сюжет
Книга занурює читача в гнітючу атмосферу Нового Цяню, північного містечка Фінляндії, що входить до складу Скандинавського союзу, де серед суворих пейзажів дивовижно ростуть чайні кущі. У цьому світі, де прісна вода стала найціннішим ресурсом, ми знайомимося з сімнадцятирічною Норією Кайтіо, чия родина належить до шанованого клану Тімеестар. Її батько, Мікоа Кайтіо, несе відповідальну службу Тімеестара – хранителя священного джерела прісної води, таємниця якого ревно оберігається. Після того як військові позбавили громадян права на безкоштовне водокористування, вони жорстко контролюють кожну краплину за допомогою суворих водних квот. Найтяжчим злочином вважається водний, що карається ув'язненням і навіть стратою. Синє коло, намальований на воротах їхнього будинку, слугує мовчазним попередженням для інших.
Основна трагедія цього світу – гостра нестача чистої питної води. З опрісненої морської води, ледь придатної для вживання, людям видають мізерні порції. Лише Тімеестар та його родина мають привілей доступу до чистого джерела. Спокій їхнього усталеного життя порушує прибуття нового армійського офіцера, командира Таро, який супроводжує майора Боліна, давнього знайомого Мікоа, на традиційний чайний прийом до Тімеестара. Цей візит привертає небажану увагу військових до родини Норії та їхнього особливого статусу.
Тим часом доля підкидає Норії та її нерозлучній подрузі Саньї загадкову знахідку – дивну коробку, заховану в пластиковій могилі. Спроби відкрити її виявляються марними, дівчаткам бракує невідомого ключа. Однак справжньою цінністю стає інша коробка, що містить блискучі, хоч і з легкими подряпинами, диски, позначені незрозумілою комбінацією літер. Санья інтуїтивно відчуває зв'язок між цією знахідкою та абревіатурою «TDK», виявленою раніше в пластиковому сховку. У коробці знаходяться відеокасети із записами Сутінкового століття – епохи, що лежить між світами минулого та сьогодення. На цих плівках зафіксовано документальну хроніку експедиції Янссона, присвяченої пошукам незабруднених джерел питної води.
Паралельно з цими подіями підозри солдатів диктатури щодо походження чаю «Кайтіон» зростають. Вони припускають, що для його приготування використовується не нормована опріснена морська вода. Підозри виливаються в зухвалий обшук: солдати оточують будинок, перекопують сад і ретельно оглядають сарай чайного майстра. Їхньою метою є виявлення таємного водогону, що тягнеться з лісу до ділянки, де б'є заповітне джерело чистої води. Проте наполегливі пошуки не приносять бажаного результату – на дні старого колодязя вони знаходять лише потріскану від спраги криницю.
Незважаючи на безрезультатні пошуки, тінь підозри не зникає, і мати Норії приймає пропозицію про роботу в Університеті Сіньцзіня. Норія, її батько та мати вирушають до озера Куоло, щоб провести Ліан на залізничну станцію. Після того як потяг з матір'ю Норії від'їжджає до Сіньцзіня, Мікоа Кайтіо відчуває, що настав час Норії перейняти відповідальність чайного майстра. Він починає навчати її мистецтву контролю над джерелом, регулювання рівня води та її раціонального використання. У будинку чайних майстрів відбувається урочиста церемонія інавгурації, на яку запрошують шанованого майстра Ніірамо з Куусамо. Норію офіційно проголошують повноправним чайним майстром, але незабаром після цієї знаменної події її батько несподівано помирає.
Насправді Норія ще не відчуває себе готовою до такої відповідальності. Вона плутає воду з джерела зі своєю власною, відчуваючи незручність від того, що їй здається незаслуженим привілеєм. Обставини змушують Норію відкрити місцезнаходження таємного джерела своїй подрузі Саньї, коли її молодша сестра Мінья серйозно захворює. Лише завдяки лікам, розведеним чистою питною водою з секретного джерела, Мінья одужує. Цей випадок надихає Санью на відважний крок – вона самостійно будує власний, нелегальний водогін.
Згодом один із мешканців селища таємно простежує Норію та Санью до потаємного лісового джерела. Після того як таємниця джерела стає відомою ще одному селянину, Норія, відчуваючи відповідальність, починає поступово розподіляти воду між усіма, хто її потребує, використовуючи свій вплив. Таким чином, джерело, яке раніше потерпало від загрози переповнення, тепер опиняється перед реальною небезпекою вичерпання.
Водночас у свідомості Норії міцніє переконання, що десь існують інші джерела чистої води, і вона починає виношувати план подорожі до Загублених Земель на їхні пошуки. Зі старих книг Майстрів вона дізнається про таємну експедицію Янссона, яка колись знайшла питну воду в цих краях. Проте їхній лідер загинув, а решта учасників, рятуючись втечею, знайшли прихисток у будинку попереднього Майстра, який спочатку сховав їх у своїй хатині, а потім у лісі неподалік джерела. Саме так до знань чайних майстрів потрапив символ питної води із Загублених Земель.
Норія звертається до майора Боліна з проханням допомогти їй знайти гелікоптер, щоб вони з Саньєю, яка виявила бажання приєднатися до подорожі, могли облетіти околиці Рованіємі в надії виявити нові водні артерії. Майору Боліну вдається організувати для Норії транспорт, але в ніч перед запланованим від'їздом на будинок Саньї здійснюють раптовий наліт.
Невдовзі будинок Тімеестерів також стає мішенню – його позначають зловісним синім колом, знаком водного злочину, а Норію ув'язнюють під домашній арешт. Саме в цей напружений момент до Норії приходить командир Таро. Він розкриває їй шокуючу правду: його батько колись теж був Тімеестаром, але зрештою зрадив таємницю джерела армії, зацікавившись військовою кар'єрою. Потім він цинічно заявляє, що Санья донесла на Норію солдатам, щоб захистити власну родину. Він також повідомляє про повстання в Сіньцзіні, висловлюючи побоювання щодо загибелі матері Норії. Таро пропонує Норії та Саньї стати шпигунами на службі армії, обіцяючи натомість деякі привілеї у користуванні джерельною водою. Норія, відчуваючи фальш у його словах, рішуче відмовляється від цієї ганебної пропозиції. Після її відмови Таро йде, очевидно, усвідомлюючи, що Норію незабаром чекає жорстока розплата за її «злочини».
Таким чином, Норія зазнає болючої поразки у своїй спробі зберегти таємницю Тімеестерів. Проте історія не закінчується її ув'язненням. Фінальні сторінки книги розкривають зустріч Саньї з Ліан Кайтіо в її кабінеті в Університеті Сіньцзіня. Санья розповідає про солдатів, яких вона бачила біля свого будинку, і про те, як їй довелося переховуватися в Мертвому лісі протягом кількох тижнів. Пробираючись таємними шляхами до рідного селища, вона дізналася жахливу звістку: армія забрала її родину, а будинок Тімеестерів позначили синім колом, звинувачуючи їх у водному злочині. Після цього Санья зважилася на небезпечну подорож через увесь материк до Сіньцзіня. Наостанок вона передає Ліан срібні диски – ті самі касети, що містять безцінні результати експедиції Янссона.

## Ключові персонажі
- Норія Кайтіо, сімнадцятирічна дівчина, яка стоїть на порозі дорослого життя та успадкування важливої ролі Тімеестар. Протягом розповіді вона проходить шлях становлення і з юної спадкоємиці перетворюється на повноцінного Тімеестар.
- Мікоа Кайтіо, батько Норії та шанований Майстер. Його смерть стає однією з ключових подій сюжету, змушуючи Норію стати наступним Тімеестар.
- Ліан Кайтіо, мати Норії, інтелектуалка та дослідниця.
- Санья Валама, найближча подруга Норії, її вірна соратниця.
- Мінья Валама, молодша сестра Саньї.
- Кіра та Ян Валама, батьки Саньї та Міньї.
- Майор Болін, колишній військовий офіцер, який у минулому був близьким другом Майстра Кайтіона.

- Командир Таро, владний військовий чиновник, чиїм обов'язком є виявлення та покарання водних злочинців. Цікаво, що його власний батько також колись був Тімеестаром.

## Критика
Критики зустріли книгу переважно схвальними відгуками, відзначаючи її атмосферність та поетичну мову. Зокрема, у рецензії для Helsingin Sanomat твір характеризується як сентиментальний і місцями надмірно ліричний, що, однак, вдало підкреслює тужливий настрій роману. Library Journal описує мову книги як «розкішну та делікатну», високо оцінюючи атмосферність та легкість оповіді Ітяранти. Адам Робертс з The Guardian називає книгу «поетичним і меланхолійним дебютом». Він також висловлює жаль з приводу того, що лише незначна кількість неангломовних науково-фантастичних творів долає мовний бар'єр і потрапляє на полиці британських книгарень. Позитивні відгуки також з'явилися в The Washington Post та провідних фінських виданнях, таких як Turun Sanomat та Aamulehti.

## Нагороди
Фінський рукопис переміг у конкурсі фентезі та наукової фантастики, організованому Teos у 2012 році, і згодом був опублікований. Книга отримала премію Kalevi Jäntti Award у 2012 році та премію Nuori Aleksis у 2013 році. Він також увійшов до короткого списку нагороди Tähtivaeltaja Award 2013.
Англомовна версія книги була представлена в кількох коротких списках як у США, так і у Великій Британії — премія Філіпа К. Діка, премія Комптона Крука, премія «Золоте щупальце» та премія Артура К. Кларка. Роман також з'явився в Почесному списку премії Джеймса Тіптрі-молодшого 2014 року.

## Екранізація
У 2022 році вийшла екранізація за мотивами роману, режисером якої виступила Саара Саарела, із Сагою Сарколою в головній ролі.